# Йеротей Халкидонски
Йеротей (на гръцки: Ιερόθεος, Йеротеос) е гръцки духовник, митрополит на Вселенската патриаршия.

## Биография
През май 1819 година Йеротей става митрополит на Самоковската епархия. Преместен е от Самоков поради разгулен живот и от юли 1826 до май 1834 година е силиврийски митрополит. От май 1834 до март 1853 година е халкидонски митрополит.
Учира на 15 март 1853 година в Цариград. Погребан е в същия ден в Кускудзуки.